# Parque nacional de la Sierra Geral
El Parque nacional Serra Geral (en portugués: Parque Nacional da Serra Geral) es una unidad de conservación de protección integral de la naturaleza en Brasil que se encuentra en la frontera entre los estados de Río Grande do Sul y Santa Catarina, con tierras distribuidas por los municipios de Cambará do Sul, Jacinto Machado y Praia Grande.
Serra Geral fue creado por el Decreto N ° 531, emitido el 20 de mayo de 1992, con una superficie de 17.301,96 hectáreas. El territorio del parque se encuentra junto al parque nacional Aparados da Serra,, que constituye un ecosistema de rara belleza e importante área de la biodiversidad con fines científicos, culturales y recreativos. Su administración recae en el Instituto Chico Mendes para la Conservación de la Biodiversidad ( ICMBio).